# Ron Paul
Ron Paul, właśc. Ronald Ernest Paul (ur. 20 sierpnia 1935 w Pittsburghu) – amerykański lekarz i polityk, były członek Izby Reprezentantów z ramienia Partii Republikańskiej z Teksasu, kandydat na prezydenta Stanów Zjednoczonych w 1988 z ramienia Partii Libertariańskiej. Później startował także w prawyborach Partii Republikańskiej w wyborach prezydenckich w 2008 i 2012 roku. Znany jest ze swoich libertariańskich poglądów. Jest praktykującym baptystą. Ojciec Randa Paula.

## Życiorys
Ron Paul urodził się w mieście Pittsburgh w stanie Pensylwania. W 1957 roku ukończył biologię w Gettysburgu, a w 1961 medycynę na Duke University w Karolinie Północnej ze specjalizacją położnictwo i ginekologia . W latach 60. zajmował się medycyną lotniczą w siłach powietrznych, później prowadził prywatną praktykę lekarską. Jednym z porodów, które odebrał podczas swojej kariery lekarskiej, był poród Seleny Quintanilli, późniejszej piosenkarki . Politycznie związany przez większą część kariery z Partią Republikańską. W 1987 roku opuścił Partię Republikańską by dołączyć do nowej wówczas Partii Libertariańskiej. W 1988 roku jako kandydat Partii Libertariańskiej, zajął trzecie miejsce (uzyskując 0,5% głosów) w wyborach prezydenckich. W 1996 ponownie dołączył do partii Republikańskiej. Zasiadał w Izbie Reprezentantów dwunastokrotnie, w tym nieprzerwanie od 1996 do 2012 roku.
Jego poglądy określa się jako paleolibertariańskie, będące mieszanką klasycznego libertarianizmu z umiarkowanym konserwatyzmem społecznym. Wg. badania przeprowadzonego w 2004 r. przez amerykańskiego politologa Keitha Poole'a, Ron Paul był najbardziej prawicowym członkiem amerykańskiego Kongresu od 1937 roku . W kwestiach gospodarczych domaga się niemal całkowitego zniesienia interwencjonizmu państwowego i pomocy zagranicznej, postuluje uchwalanie budżetu federalnego bez deficytu oraz popiera przywrócenie standardu złota. W kwestiach społecznych popiera wolność jednostki mogącą prowadzić m.in. do legalizacji narkotyków, sprzeciwia się państwowym małżeństwom argumentując, że jest to zadanie dla kościołów i prywatnych kontraktów, jest przeciwny aborcji i karze śmierci – jednak jako ścisły konstytucjonalista twierdzi, iż decydować o tych kwestiach powinny poszczególne stany, a nie rząd federalny. W kwestiach obronności opowiada się za wycofaniem wojsk amerykańskich ze wszystkich terytoriów poza USA i uważa, że armia powinna służyć tylko do obrony, a sama interwencja zbrojna możliwa byłaby tylko po zatwierdzeniu jej przez Kongres zgodnie z tym co głosi Rezolucja o Wojnie z 1973.
W 2001 wysunął projekt walki z terroryzmem za pomocą kaprów, a w 2009 w ten sam sposób z piratami somalijskimi, oba wnioski zostały odrzucone.
W wyborach prezydenckich w 2016 r. wiarołomny elektor ze stanu Teksas oddał swój głos na Rona Paula (który wówczas nie kandydował), zamiast na zwycięzcę stanu Donalda Trumpa. Tym samym Paul (wówczas 81-letni) stał się najstarszą osobą która kiedykolwiek otrzymała głos elektorski w wyborach na prezydenta USA .

### Wybory prezydenckie w 2008
19 lutego 2007 Ron Paul założył komitet badawczy, by zmierzyć poparcie dla ewentualnego startu w wyborach prezydenckich w 2008 roku. Po zaskakująco dobrych rezultatach Paul formalnie zadeklarował swoją kandydaturę do republikańskiej nominacji 12 marca 2007, jako gość C-SPAN's Washington Journal. Początkiem kampanii w lutym 2007 w przeprowadzonym dla CNN sondażu telefonicznym Paul był przedostatni jeśli chodzi o rozpoznawalność nazwiska, ostatnie miejsce zajął John Cox. Kolejne miesiące to znaczący wzrost poparcia Rona Paula na terenie całych Stanów Zjednoczonych.
Z racji sprzeciwu wobec zwiększania podatków Ron Paul otrzymał tytuł Taxpayers' best friend (Najlepszy przyjaciel podatników) organizacji National Taxpayers Union.
W maju 2007 roku Ron Paul uzyskał drugie miejsce w zbiórce funduszy w stanie Montana, wysuwając się również na czoło grupy kandydatów z „teoretycznie” mniejszymi szansami na nominację. 6 lipca, Paul ustanowił trzeci wynik w obozie republikanów, gromadząc 2,4 miliona dolarów.
Federalna Komisja Wyborcza raportowała, że w trzecim kwartale 2007 roku Ron Paul uzyskał największe wsparcie wśród wszystkich kandydatów od pracowników sektora wojskowego oraz od wojskowych.
16 grudnia 2007 zebrał 6 milionów dolarów w 24 godziny, bijąc rekord Johna Kerry’ego (5,7 mln USD).
W marcu 2008 roku przypuszczalnym kandydatem (presumptive nominee) republikanów w wyborach prezydenckich został John McCain. W czerwcu tegoż roku Ron Paul wycofał się z kandydowania na urząd prezydenta USA i we wrześniu poparł kandydaturę członka Partii Konstytucyjnej Charlesa O. Baldwina.
Kiedy Izba Reprezentantów stosunkiem głosów 405-1 przyjęła uchwałę potępiającą działania władz irańskich wobec protestujących po wyborach prezydenckich z 2009 roku, Ron Paul był jedynym członkiem Izby, który zagłosował przeciw przyjęciu uchwały. W swojej mowie podkreślił, że potępia działania wobec protestujących, jednak razi go niekonsekwencja – przyjęcie rezolucji w sprawie Iranu, a pominięcie kontrowersji przy wyborach w Arabii Saudyjskiej czy Egipcie.

### Wybory prezydenckie w 2012
Według wybranych sondaży przeprowadzonych na początku roku, Paul był najpopularniejszym kandydatem republikańskim. Wygrał kilka wczesnych sondaży, a pod koniec kwietnia 2011 r. utworzył oficjalną komisję rozpoznawczą.
5 maja 2011 brał udział w pierwszej republikańskiej debacie prezydenckiej, a 13 maja w wywiadzie dla Good Morning America oficjalnie ogłosił swoją kandydaturę. 26 czerwca w Tampie w odbyła się konwencja Ron Paul Revolution, w której uczestniczyło w niej 10 tys. osób. W 2011 Ames Straw Poll zajął drugie miejsce.
3 stycznia 2012 roku w prawyborach prezydenckich w Iowa zajął trzecie miejsce z liczbą głosów 26 036 (21%), natomiast 10 stycznia w New Hampshire zajął drugie miejsce z 23% głosów, gdzie przegrał tylko z Romneyem, który otrzymał 39% głósów. W trakcie prawyborów, pomimo faktu, że Michele Bachmann, Rick Perry i Jon Huntsman wypadli z walki, Paulowi zaczęła popularność spadać. 21 stycznia w Południowej Karolinie i 31 stycznia na Florydzie zajął czwarte miejsce (odpowiednio z liczbą głosów 13% i 7%). 4 lutego w Nevadzie był trzeci (18,8%), 7 lutego również trzeci w Missouri i Kolorado (13% i 12%), natomiast w Minnesocie zajął drugie miejsce z 27% poparciem, gdzie pokonał Santorum.